# Appareil photo jouet

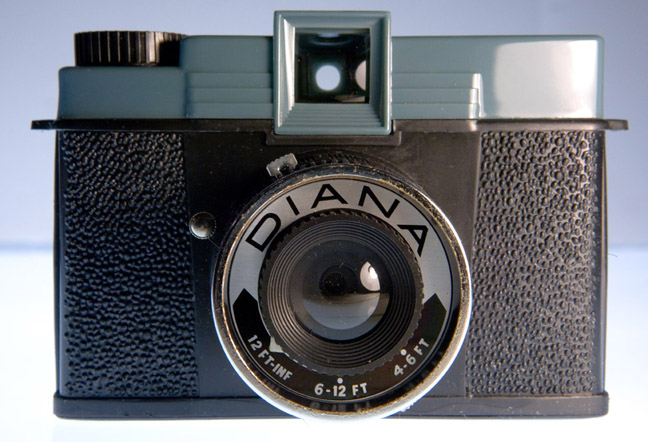
Diana camera

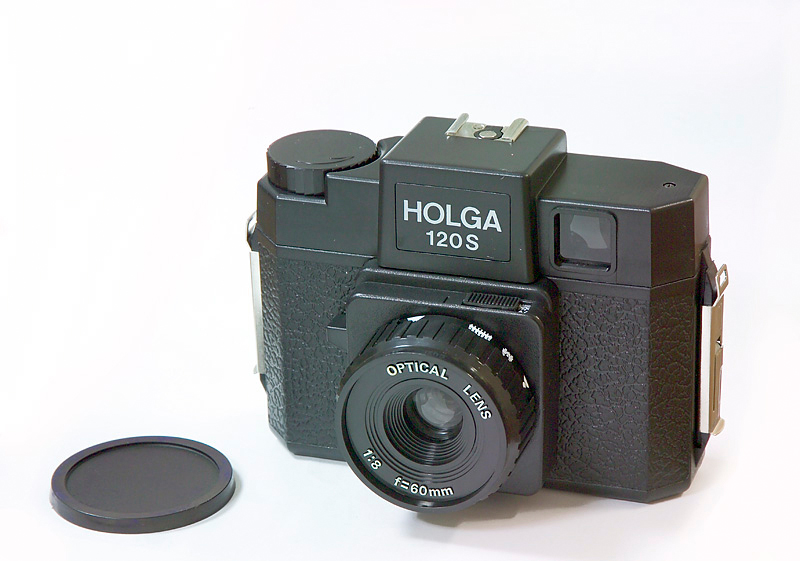
Holga1551

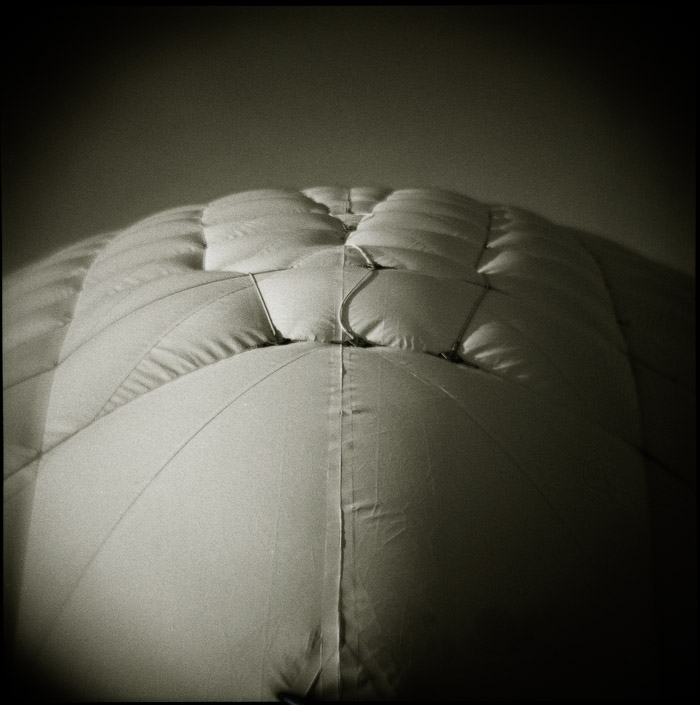

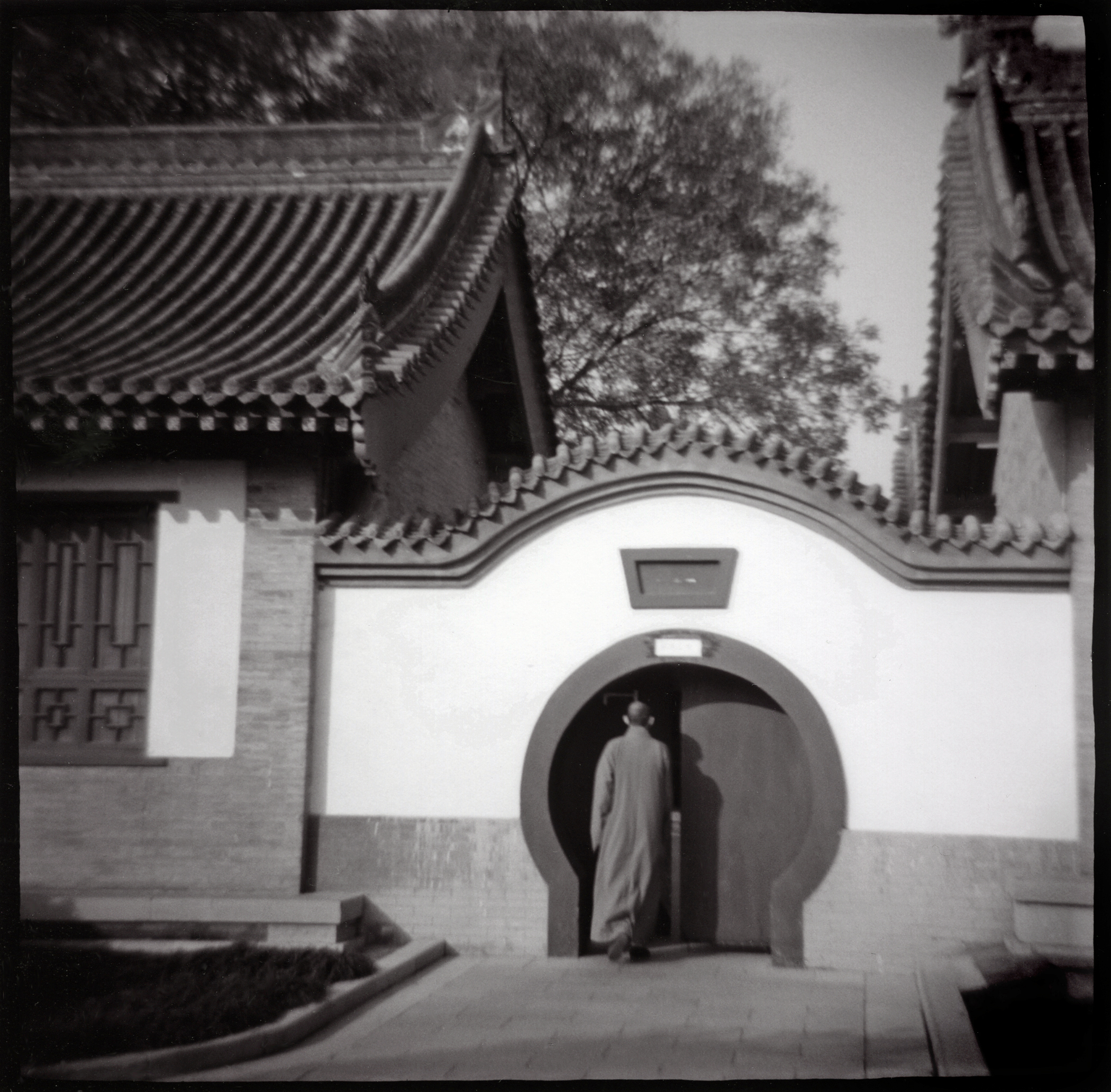

Un appareil photo jouet est un appareil photo argentique simple et peu coûteux.
Malgré leur nom, ils sont en fait toujours pleinement fonctionnels et capables de prendre des photos, bien qu'avec des aberrations optiques dues aux limitations des objectifs simples.

## Usages
À partir des années 1990, il y a eu un intérêt pour l'utilisation artistique de ces appareils photo, à la fois celles conçues pour les enfants telles que la Diana, et d'autres conçues à l'origine comme des appareils photo grand public, telles que la Lomo LC-A, Lubitel et Holga. 
De nombreux photographes professionnels ont utilisé des appareils photo jouets et exploité le vignettage, le flou, les fuites de lumière et d'autres distorsions de leurs objectifs bon marché pour un effet artistique pour prendre des photos primées. La photographie d'appareil photo jouet a été largement exposée dans de nombreuses expositions d'art populaires, telles que l'exposition annuelle Krappy Kamera à la Soho Photo Gallery dans le quartier Tribeca de New York. Diverses publications telles que le magazine Popular Photography ont vanté les vertus de l'appareil photo Diana en tant que créateur d'images « artistiques ». Plusieurs livres ont également présenté le travail d'appareils photo jouets, tels que The Diana Show, Iowa  de The Friends of Photography, de Nancy Rexroth et Angels at the Arno d'Eric Lindbloom.